# Eleições autárquicas portuguesas de 2021 nos Açores
| Eleições autárquicas portuguesas de 2021 Distritos: Aveiro \| Beja \| Braga \| Bragança \| Castelo Branco \| Coimbra \| Évora \| Faro \| Guarda \| Leiria \| Lisboa \| Portalegre \| Porto \| Santarém \| Setúbal \| Viana do Castelo \| Vila Real \| Viseu \| Açores \| Madeira |

## Resultados por concelho
Os resultados nos concelhos da Região Autónoma dos Açores foram os seguintes:

### Angra do Heroísmo

#### Câmara Municipal
| Partido                 | Partido                        | Votos  | %               | +/-  | Vereadores | +/-     |
| ----------------------- | ------------------------------ | ------ | --------------- | ---- | ---------- | ------- |
|                         | Partido Socialista             | 9 778  | 52,86 / 100,00  | 1,37 | 4 / 7      | 1       |
|                         | PSD-CDS-PPM                    | 7 019  | 37,95 / 100,00  | -    | 3 / 7      | -       |
|                         | Bloco de Esquerda              | 494    | 2,67 / 100,00   | 0,29 | 0 / 7      | Estável |
|                         | CHEGA                          | 335    | 1,81 / 100,00   | Novo | 0 / 7      | Novo    |
|                         | Coligação Democrática Unitária | 210    | 1,14 / 100,00   | 0,77 | 0 / 7      | Estável |
| Votos Inválidos         | Votos Inválidos                | 661    | 3,57 / 100,00   | 0,04 |            |         |
| Total                   | Total                          | 18 497 | 100,00 / 100,00 |      | 7 / 7      |         |
| Eleitorado/Participação | Eleitorado/Participação        | 33 236 | 55,65 / 100,00  | 3,19 |            |         |

| Freguesia                          | %     | %             | %    | %    | %    | Votantes |
| Freguesia                          | PS    | PSD- CDS- PPM | BE   | CH   | CDU  | Votantes |
| ---------------------------------- | ----- | ------------- | ---- | ---- | ---- | -------- |
| Freguesia                          |       |               |      |      |      | Votantes |
| Altares                            | 71,80 | 24,05         | 0,17 | 1,04 | 0    | 578      |
| Angra (Nossa Senhora da Conceição) | 54,53 | 28,37         | 6,16 | 3,32 | 2,08 | 1 445    |
| Angra (Santa Luzia)                | 52,75 | 35,14         | 4,86 | 1,93 | 2,84 | 1 090    |
| Angra (São Pedro)                  | 50,03 | 39,14         | 4,12 | 2,03 | 1,23 | 1 625    |
| Angra (Sé)                         | 45,74 | 41,67         | 4,61 | 2,48 | 0,71 | 564      |
| Cinco Ribeiras                     | 49,89 | 46,30         | 1,06 | 0,85 | 0,63 | 473      |
| Doze Ribeiras                      | 55,87 | 33,97         | 0,63 | 1,90 | 0,95 | 315      |
| Feteira                            | 45,54 | 44,93         | 3,05 | 2,08 | 0,24 | 819      |
| Porto Judeu                        | 61,83 | 32,48         | 1,07 | 1,71 | 0,50 | 1 407    |
| Posto Santo                        | 58,21 | 33,00         | 3,81 | 1,49 | 0,83 | 603      |
| Raminho                            | 53,92 | 38,24         | 0,94 | 2,51 | 1,57 | 319      |
| Ribeirinha                         | 49,05 | 45,82         | 0,84 | 1,00 | 0,28 | 1 794    |
| Santa Bárbara                      | 55,53 | 38,22         | 1,08 | 1,44 | 0,60 | 832      |
| São Bartolomeu dos Regatos         | 49,69 | 39,23         | 2,38 | 1,97 | 0,93 | 966      |
| São Bento                          | 52,68 | 38,78         | 3,00 | 1,13 | 1,22 | 1 065    |
| São Mateus da Calheta              | 49,32 | 41,63         | 2,17 | 1,41 | 2,17 | 1 845    |
| Serreta                            | 52,36 | 39,15         | 3,77 | 0,47 | 0,47 | 212      |
| Terra Chã                          | 55,86 | 34,20         | 2,86 | 2,04 | 1,02 | 1 468    |
| Vila de São Sebastião              | 48,93 | 42,62         | 1,49 | 2,51 | 1,11 | 1 077    |
| Angra do Heroísmo                  | 52,86 | 37,95         | 2,67 | 1,81 | 1,14 | 18 497   |

#### Assembleia Municipal
| Partido                 | Partido                        | Votos  | %               | +/-  | Deputados | +/-     |
| ----------------------- | ------------------------------ | ------ | --------------- | ---- | --------- | ------- |
|                         | Partido Socialista             | 9 098  | 49,19 / 100,00  | 0,96 | 12 / 21   | Estável |
|                         | PSD-CDS-PPM                    | 7 402  | 40,02 / 100,00  | -    | 9 / 21    | -       |
|                         | Bloco de Esquerda              | 618    | 3,34 / 100,00   | 0,08 | 0 / 21    | Estável |
|                         | CHEGA                          | 401    | 2,17 / 100,00   | Novo | 0 / 21    | Novo    |
|                         | Coligação Democrática Unitária | 244    | 1,32 / 100,00   | 1,06 | 0 / 21    | Estável |
| Votos Inválidos         | Votos Inválidos                | 731    | 3,96 / 100,00   | 0,05 |           |         |
| Total                   | Total                          | 18 494 | 100,00 / 100,00 |      | 21 / 21   |         |
| Eleitorado/Participação | Eleitorado/Participação        | 33 236 | 55,64 / 100,00  | 3,18 |           |         |

| Freguesia                          | %     | %             | %    | %    | %    | Votantes |
| Freguesia                          | PS    | PSD- CDS- PPM | BE   | CH   | CDU  | Votantes |
| ---------------------------------- | ----- | ------------- | ---- | ---- | ---- | -------- |
| Freguesia                          |       |               |      |      |      | Votantes |
| Altares                            | 64,88 | 29,58         | 1,04 | 1,38 | 0    | 578      |
| Angra (Nossa Senhora da Conceição) | 52,39 | 30,17         | 6,44 | 3,46 | 2,21 | 1 445    |
| Angra (Santa Luzia)                | 47,52 | 37,16         | 5,60 | 3,03 | 3,03 | 1 090    |
| Angra (São Pedro)                  | 45,47 | 40,79         | 5,61 | 2,40 | 1,36 | 1 623    |
| Angra (Sé)                         | 39,72 | 45,57         | 5,67 | 2,84 | 1,06 | 564      |
| Cinco Ribeiras                     | 43,55 | 48,41         | 2,33 | 1,27 | 1,48 | 473      |
| Doze Ribeiras                      | 51,11 | 36,51         | 1,59 | 2,22 | 1,59 | 315      |
| Feteira                            | 43,59 | 45,18         | 2,93 | 2,81 | 0,61 | 819      |
| Porto Judeu                        | 59,06 | 34,26         | 1,63 | 1,99 | 0,43 | 1 407    |
| Posto Santo                        | 53,23 | 35,16         | 4,48 | 1,49 | 1,16 | 603      |
| Raminho                            | 47,02 | 43,89         | 1,88 | 2,51 | 1,88 | 319      |
| Ribeirinha                         | 46,77 | 46,54         | 1,67 | 1,39 | 0,56 | 1 794    |
| Santa Bárbara                      | 51,20 | 40,87         | 1,56 | 1,92 | 0,60 | 832      |
| São Bartolomeu dos Regatos         | 44,87 | 41,76         | 3,52 | 2,28 | 1,35 | 965      |
| São Bento                          | 51,08 | 39,72         | 3,10 | 1,50 | 1,41 | 1 065    |
| São Mateus da Calheta              | 46,56 | 43,25         | 2,93 | 1,63 | 2,49 | 1 845    |
| Serreta                            | 53,30 | 40,57         | 3,30 | 0,47 | 0,47 | 212      |
| Terra Chã                          | 52,25 | 36,78         | 3,13 | 2,18 | 1,23 | 1 468    |
| Vila de São Sebastião              | 44,48 | 46,24         | 2,04 | 2,97 | 0,65 | 1 077    |
| Angra do Heroísmo                  | 49,19 | 40,02         | 3,34 | 2,17 | 1,32 | 18 494   |

#### Juntas de Freguesia
| Partido                 | Partido                        | Votos  | %               | +/-   | Presidentes | +/-     | Mandatos  | +/-     |
| ----------------------- | ------------------------------ | ------ | --------------- | ----- | ----------- | ------- | --------- | ------- |
|                         | Partido Socialista             | 8 890  | 48,06 / 100,00  | 1,89  | 10 / 19     | 3       | 82 / 159  | 6       |
|                         | PSD-CDS-PPM                    | 6 830  | 36,93 / 100,00  | -     | 7 / 19      | -       | 67 / 159  | -       |
|                         | Partido Social Democrata       | 1 618  | 8,75 / 100,00   | 23,69 | 2 / 19      | 3       | 10 / 159  | 46      |
|                         | Coligação Democrática Unitária | 241    | 1,30 / 100,00   | 0,23  | 0 / 19      | Estável | 0 / 159   | Estável |
|                         | Bloco de Esquerda              | 159    | 0,86 / 100,00   | 0,19  | 0 / 19      | Estável | 0 / 159   | Estável |
|                         | CDS – Partido Popular          | 68     | 0,37 / 100,00   | 8,03  | 0 / 19      | Estável | 0 / 159   | 7       |
| Votos Inválidos         | Votos Inválidos                | 690    | 3,73 / 100,00   | 0,05  |             |         |           |         |
| Total                   | Total                          | 18 496 | 100,00 / 100,00 |       | 19 / 19     |         | 159 / 159 |         |
| Eleitorado/Participação | Eleitorado/Participação        | 33 236 | 55,65 / 100,00  | 3,19  |             |         |           |         |

| Freguesia                          | Partido Vencedor | Partido Vencedor         | %              | Mandatos |
| ---------------------------------- | ---------------- | ------------------------ | -------------- | -------- |
| Altares                            |                  | Partido Socialista       | 70,42 / 100,00 | 5 / 7    |
| Angra (Nossa Senhora da Conceição) |                  | Partido Socialista       | 54,53 / 100,00 | 6 / 9    |
| Angra (Santa Luzia)                |                  | Partido Socialista       | 50,37 / 100,00 | 5 / 9    |
| Angra (São Pedro)                  |                  | Partido Socialista       | 45,01 / 100,00 | 5 / 9    |
| Angra (Sé)                         |                  | PSD-CDS-PPM              | 54,96 / 100,00 | 5 / 9    |
| Cinco Ribeiras                     |                  | PSD-CDS-PPM              | 60,89 / 100,00 | 5 / 7    |
| Doze Ribeiras                      |                  | Partido Socialista       | 53,97 / 100,00 | 4 / 7    |
| Feteira                            |                  | PSD-CDS-PPM              | 49,69 / 100,00 | 5 / 9    |
| Porto Judeu                        |                  | Partido Socialista       | 64,11 / 100,00 | 6 / 9    |
| Posto Santo                        |                  | Partido Socialista       | 57,21 / 100,00 | 4 / 7    |
| Raminho                            |                  | PSD-CDS-PPM              | 55,80 / 100,00 | 4 / 7    |
| Ribeirinha                         |                  | Partido Social Democrata | 50,45 / 100,00 | 5 / 9    |
| Santa Bárbara                      |                  | Partido Socialista       | 49,52 / 100,00 | 5 / 9    |
| São Bartolomeu dos Regatos         |                  | PSD-CDS-PPM              | 55,69 / 100,00 | 5 / 9    |
| São Bento                          |                  | Partido Socialista       | 49,67 / 100,00 | 5 / 9    |
| São Mateus da Calheta              |                  | PSD-CDS-PPM              | 50,51 / 100,00 | 5 / 9    |
| Serreta                            |                  | Partido Socialista       | 52,83 / 100,00 | 4 / 7    |
| Terra Chã                          |                  | Partido Social Democrata | 48,57 / 100,00 | 5 / 9    |
| Vila de São Sebastião              |                  | PSD-CDS-PPM              | 54,97 / 100,00 | 5 / 9    |

### Calheta

#### Câmara Municipal
| Partido                 | Partido                 | Votos | %               | +/-  | Vereadores | +/- |
| ----------------------- | ----------------------- | ----- | --------------- | ---- | ---------- | --- |
|                         | Dar Vida ao Concelho    | 1 245 | 53,14 / 100,00  | 9,41 | 3 / 5      | 1   |
|                         | Partido Socialista      | 1 020 | 43,53 / 100,00  | -    | 2 / 5      | -   |
| Votos Inválidos         | Votos Inválidos         | 78    | 3,33 / 100,00   | 0,66 |            |     |
| Total                   | Total                   | 2 343 | 100,00 / 100,00 |      | 5 / 5      |     |
| Eleitorado/Participação | Eleitorado/Participação | 3 712 | 63,12 / 100,00  | 0,63 |            |     |

| Freguesia                       | %     | %     | Votantes |
| Freguesia                       | DVC   | PS    | Votantes |
| ------------------------------- | ----- | ----- | -------- |
| Freguesia                       |       |       | Votantes |
| Calheta                         | 45,25 | 51,88 | 800      |
| Norte Pequeno                   | 58,49 | 37,11 | 159      |
| Ribeira Seca                    | 58,05 | 38,70 | 646      |
| Santo Antão                     | 64,69 | 32,23 | 422      |
| Topo (Nossa Senhora do Rosário) | 44,94 | 50,63 | 316      |
| Calheta                         | 53,14 | 43,53 | 2 343    |

#### Assembleia Municipal
| Partido                 | Partido                        | Votos | %               | +/-   | Deputados | +/-     |
| ----------------------- | ------------------------------ | ----- | --------------- | ----- | --------- | ------- |
|                         | Dar Vida ao Concelho           | 1 106 | 47,20 / 100,00  | 3,31  | 8 / 15    | Estável |
|                         | Partido Socialista             | 961   | 41,02 / 100,00  | 15,52 | 6 / 15    | 2       |
|                         | Coligação Democrática Unitária | 197   | 8,41 / 100,00   | 4,25  | 1 / 15    | 1       |
| Votos Inválidos         | Votos Inválidos                | 79    | 3,37 / 100,00   | 0,95  |           |         |
| Total                   | Total                          | 2 343 | 100,00 / 100,00 |       | 15 / 15   |         |
| Eleitorado/Participação | Eleitorado/Participação        | 3 712 | 63,12 / 100,00  | 0,61  |           |         |

| Freguesia                       | %     | %     | %     | Votantes |
| Freguesia                       | DVC   | PS    | CDU   | Votantes |
| ------------------------------- | ----- | ----- | ----- | -------- |
| Freguesia                       |       |       |       | Votantes |
| Calheta                         | 38,75 | 45,50 | 12,25 | 800      |
| Norte Pequeno                   | 52,20 | 38,99 | 5,03  | 159      |
| Ribeira Seca                    | 54,18 | 35,14 | 8,20  | 646      |
| Santo Antão                     | 58,29 | 33,89 | 4,50  | 422      |
| Topo (Nossa Senhora do Rosário) | 37,03 | 52,22 | 6,01  | 316      |
| Calheta                         | 47,20 | 41,02 | 8,41  | 2 343    |

#### Juntas de Freguesia
| Partido                 | Partido                  | Votos | %               | +/-  | Presidentes | +/- | Mandatos | +/-     |
| ----------------------- | ------------------------ | ----- | --------------- | ---- | ----------- | --- | -------- | ------- |
|                         | Partido Socialista       | 868   | 37,05 / 100,00  | 1,91 | 1 / 5       | 2   | 15 / 39  | 1       |
|                         | Dar Vida ao Concelho     | 867   | 37,00 / 100,00  | 8,52 | 3 / 5       | 1   | 17 / 39  | Estável |
|                         | Partido Social Democrata | 492   | 21,00 / 100,00  | 5,90 | 1 / 5       | 1   | 7 / 39   | 3       |
| Votos Inválidos         | Votos Inválidos          | 116   | 4,95 / 100,00   | 1,34 |             |     |          |         |
| Total                   | Total                    | 2 343 | 100,00 / 100,00 |      | 5 / 5       |     | 39 / 39  | 2       |
| Eleitorado/Participação | Eleitorado/Participação  | 3 712 | 63,12 / 100,00  | 0,55 |             |     |          |         |

| Freguesia                       | Partido Vencedor | Partido Vencedor         | %              | Mandatos |
| ------------------------------- | ---------------- | ------------------------ | -------------- | -------- |
| Calheta                         |                  | Partido Social Democrata | 48,75 / 100,00 | 5 / 9    |
| Norte Pequeno                   |                  | Grupo de Cidadãos        | 55,97 / 100,00 | 4 / 7    |
| Ribeira Seca                    |                  | Grupo de Cidadãos        | 62,69 / 100,00 | 6 / 9    |
| Santo Antão                     |                  | Grupo de Cidadãos        | 88,39 / 100,00 | 7 / 7    |
| Topo (Nossa Senhora do Rosário) |                  | Partido Socialista       | 63,92 / 100,00 | 5 / 7    |

### Corvo

#### Câmara Municipal
| Partido                 | Partido                        | Votos | %               | +/-  | Vereadores | +/- |
| ----------------------- | ------------------------------ | ----- | --------------- | ---- | ---------- | --- |
|                         | Partido Socialista             | 166   | 59,71 / 100,00  | 2,18 | 3 / 5      | 1   |
|                         | PSD-CDS-PPM                    | 97    | 34,89 / 100,00  | -    | 2 / 5      | -   |
|                         | Coligação Democrática Unitária | 9     | 3,24 / 100,00   | -    | 0 / 5      | -   |
| Votos Inválidos         | Votos Inválidos                | 6     | 2,16 / 100,00   | 8,41 |            |     |
| Total                   | Total                          | 278   | 100,00 / 100,00 |      | 5 / 5      |     |
| Eleitorado/Participação | Eleitorado/Participação        | 350   | 79,43 / 100,00  | 3,28 |            |     |

| Freguesia | %     | %             | %    | Votantes |
| Freguesia | PS    | PSD- CDS- PPM | CDU  | Votantes |
| --------- | ----- | ------------- | ---- | -------- |
| Freguesia |       |               |      | Votantes |
| Corvo     | 59,71 | 34,89         | 3,24 | 278      |
| Corvo     | 59,71 | 34,89         | 3,24 | 278      |

#### Assembleia Municipal
| Partido                 | Partido                        | Votos | %               | +/-   | Deputados | +/- |
| ----------------------- | ------------------------------ | ----- | --------------- | ----- | --------- | --- |
|                         | Partido Socialista             | 165   | 59,35 / 100,00  | 10,67 | 9 / 15    | 1   |
|                         | PSD-CDS-PPM                    | 84    | 30,22 / 100,00  | -     | 5 / 15    | -   |
|                         | Coligação Democrática Unitária | 23    | 8,27 / 100,00   | -     | 1 / 15    | -   |
| Votos Inválidos         | Votos Inválidos                | 6     | 2,16 / 100,00   | 3,50  |           |     |
| Total                   | Total                          | 278   | 100,00 / 100,00 |       | 15 / 15   |     |
| Eleitorado/Participação | Eleitorado/Participação        | 350   | 79,43 / 100,00  | 3,28  |           |     |

| Freguesia | %     | %             | %    | Votantes |
| Freguesia | PS    | PSD- CDS- PPM | CDU  | Votantes |
| --------- | ----- | ------------- | ---- | -------- |
| Freguesia |       |               |      | Votantes |
| Corvo     | 59,35 | 30,22         | 8,27 | 278      |
| Corvo     | 59,35 | 30,22         | 8,27 | 278      |

### Horta

#### Câmara Municipal
| Partido                 | Partido                        | Votos  | %               | +/-  | Vereadores | +/-     |
| ----------------------- | ------------------------------ | ------ | --------------- | ---- | ---------- | ------- |
|                         | PSD-CDS-PPM                    | 4 033  | 47,80 / 100,00  | 4,99 | 4 / 7      | 1       |
|                         | Partido Socialista             | 3 493  | 41,40 / 100,00  | 5,68 | 3 / 7      | 1       |
|                         | Coligação Democrática Unitária | 419    | 4,97 / 100,00   | 0,18 | 0 / 7      | Estável |
|                         | Bloco de Esquerda              | 168    | 1,99 / 100,00   | 0,53 | 0 / 7      | Estável |
|                         | Somos Faial                    | 124    | 1,47 / 100,00   | Novo | 0 / 7      | Novo    |
| Votos Inválidos         | Votos Inválidos                | 201    | 2,38 / 100,00   | 0,36 |            |         |
| Total                   | Total                          | 8 438  | 100,00 / 100,00 |      | 7 / 7      |         |
| Eleitorado/Participação | Eleitorado/Participação        | 13 044 | 64,69 / 100,00  | 1,53 |            |         |

#### Assembleia Municipal
| Partido                 | Partido                        | Votos  | %               | +/-  | Deputados | +/-     |
| ----------------------- | ------------------------------ | ------ | --------------- | ---- | --------- | ------- |
|                         | PSD-CDS-PPM                    | 3 996  | 47,36 / 100,00  | 4,66 | 11 / 21   | 1       |
|                         | Partido Socialista             | 3 197  | 37,89 / 100,00  | 1,97 | 9 / 21    | Estável |
|                         | Coligação Democrática Unitária | 550    | 6,52 / 100,00   | 1,37 | 1 / 21    | Estável |
|                         | Bloco de Esquerda              | 253    | 3,00 / 100,00   | 1,10 | 0 / 21    | Estável |
|                         | Somos Faial                    | 196    | 2,32 / 100,00   | Novo | 0 / 21    | Novo    |
| Votos Inválidos         | Votos Inválidos                | 246    | 2,92 / 100,00   | 0,04 |           |         |
| Total                   | Total                          | 8 438  | 100,00 / 100,00 |      | 21 / 21   |         |
| Eleitorado/Participação | Eleitorado/Participação        | 13 044 | 64,69 / 100,00  | 1,53 |           |         |

#### Juntas de Freguesia
| Partido                 | Partido                        | Votos  | %               | +/-  | Presidentes | +/-     | Mandatos  | +/-     |
| ----------------------- | ------------------------------ | ------ | --------------- | ---- | ----------- | ------- | --------- | ------- |
|                         | PSD-CDS-PPM                    | 4 001  | 47,42 / 100,00  | 0,87 | 7 / 13      | 1       | 54 / 103  | 1       |
|                         | Partido Socialista             | 3 618  | 42,88 / 100,00  | 0,44 | 6 / 13      | 1       | 48 / 103  | Estável |
|                         | Coligação Democrática Unitária | 412    | 4,88 / 100,00   | 0,36 | 0 / 13      | Estável | 1 / 103   | 1       |
|                         | Bloco de Esquerda              | 128    | 1,52 / 100,00   | 0,09 | 0 / 13      | Estável | 0 / 103   | Estável |
| Votos Inválidos         | Votos Inválidos                | 278    | 3,30 / 100,00   | 0,16 |             |         |           |         |
| Total                   | Total                          | 8 437  | 100,00 / 100,00 |      | 13 / 13     |         | 103 / 103 |         |
| Eleitorado/Participação | Eleitorado/Participação        | 13 044 | 64,68 / 100,00  | 1,52 |             |         |           |         |

### Lagoa

#### Câmara Municipal
| Partido                 | Partido                        | Votos  | %               | +/-  | Vereadores | +/-     |
| ----------------------- | ------------------------------ | ------ | --------------- | ---- | ---------- | ------- |
|                         | Partido Socialista             | 4 016  | 62,63 / 100,00  | 7,54 | 5 / 7      | Estável |
|                         | PSD-CDS-PPM                    | 1 873  | 29,21 / 100,00  | -    | 2 / 7      | -       |
|                         | Bloco de Esquerda              | 145    | 2,26 / 100,00   | -    | 0 / 7      | -       |
|                         | CHEGA                          | 143    | 2,23 / 100,00   | Novo | 0 / 7      | Novo    |
|                         | Coligação Democrática Unitária | 38     | 0,59 / 100,00   | 1,89 | 0 / 7      | Estável |
| Votos Inválidos         | Votos Inválidos                | 197    | 3,08 / 100,00   | 0,61 |            |         |
| Total                   | Total                          | 6 412  | 100,00 / 100,00 |      | 7 / 7      |         |
| Eleitorado/Participação | Eleitorado/Participação        | 12 908 | 49,67 / 100,00  | 0,24 |            |         |

#### Assembleia Municipal
| Partido                 | Partido                        | Votos  | %               | +/-  | Deputados | +/-     |
| ----------------------- | ------------------------------ | ------ | --------------- | ---- | --------- | ------- |
|                         | Partido Socialista             | 3 701  | 57,72 / 100,00  | 7,67 | 14 / 21   | 1       |
|                         | PSD-CDS-PPM                    | 2 055  | 32,05 / 100,00  | -    | 7 / 21    | -       |
|                         | Bloco de Esquerda              | 212    | 3,31 / 100,00   | -    | 0 / 21    | -       |
|                         | CHEGA                          | 181    | 2,82 / 100,00   | Novo | 0 / 21    | Novo    |
|                         | Coligação Democrática Unitária | 58     | 0,90 / 100,00   | 2,63 | 0 / 21    | Estável |
| Votos Inválidos         | Votos Inválidos                | 205    | 3,20 / 100,00   | 1,29 |           |         |
| Total                   | Total                          | 6 412  | 100,00 / 100,00 |      | 21 / 21   |         |
| Eleitorado/Participação | Eleitorado/Participação        | 12 908 | 49,67 / 100,00  | 0,24 |           |         |

#### Juntas de Freguesia
| Partido                 | Partido                 | Votos  | %               | +/-  | Presidentes | +/-     | Mandatos | +/- |
| ----------------------- | ----------------------- | ------ | --------------- | ---- | ----------- | ------- | -------- | --- |
|                         | Partido Socialista      | 3 898  | 60,79 / 100,00  | 1,35 | 5 / 5       | Estável | 31 / 43  | 2   |
|                         | PSD-CDS-PPM             | 2 100  | 32,75 / 100,00  | -    | 0 / 5       | -       | 12 / 43  | -   |
|                         | Bloco de Esquerda       | 136    | 2,12 / 100,00   | -    | 0 / 5       | -       | 0 / 43   | -   |
| Votos Inválidos         | Votos Inválidos         | 278    | 4,33 / 100,00   | 0,19 |             |         |          |     |
| Total                   | Total                   | 6 412  | 100,00 / 100,00 |      | 5 / 5       |         | 43 / 43  |     |
| Eleitorado/Participação | Eleitorado/Participação | 12 908 | 49,67 / 100,00  | 0,24 |             |         |          |     |

### Lajes das Flores

#### Câmara Municipal
| Partido                 | Partido                 | Votos | %               | +/-   | Vereadores | +/- |
| ----------------------- | ----------------------- | ----- | --------------- | ----- | ---------- | --- |
|                         | Partido Socialista      | 485   | 48,89 / 100,00  | 14,88 | 3 / 5      | 1   |
|                         | PSD-CDS                 | 467   | 47,08 / 100,00  | -     | 2 / 5      | -   |
| Votos Inválidos         | Votos Inválidos         | 40    | 4,03 / 100,00   | 0,73  |            |     |
| Total                   | Total                   | 992   | 100,00 / 100,00 |       | 5 / 5      |     |
| Eleitorado/Participação | Eleitorado/Participação | 1 284 | 77,26 / 100,00  | 2,64  |            |     |

#### Assembleia Municipal
| Partido                 | Partido                 | Votos | %               | +/-  | Deputados | +/- |
| ----------------------- | ----------------------- | ----- | --------------- | ---- | --------- | --- |
|                         | Partido Socialista      | 497   | 50,10 / 100,00  | 9,52 | 8 / 15    | 2   |
|                         | PSD-CDS                 | 446   | 44,96 / 100,00  | -    | 7 / 15    | -   |
| Votos Inválidos         | Votos Inválidos         | 49    | 4,94 / 100,00   | 0,53 |           |     |
| Total                   | Total                   | 992   | 100,00 / 100,00 |      | 5 / 5     |     |
| Eleitorado/Participação | Eleitorado/Participação | 1 284 | 77,26 / 100,00  | 2,64 |           |     |

#### Juntas de Freguesia
| Partido                 | Partido                 | Votos | %               | +/-  | Presidentes | +/-   | Mandatos | +/-     |
| ----------------------- | ----------------------- | ----- | --------------- | ---- | ----------- | ----- | -------- | ------- |
|                         | PSD-CDS                 | 422   | 49,36 / 100,00  | -    | 2 / 4       | -     | 14 / 28  | -       |
|                         | Partido Socialista      | 400   | 46,78 / 100,00  | 2,09 | 2 / 4       | Baixa | 14 / 28  | Estável |
| Votos Inválidos         | Votos Inválidos         | 33    | 3,86 / 100,00   | 1,13 |             |       |          |         |
| Total                   | Total                   | 855   | 100,00 / 100,00 |      | 4 / 4       |       | 28 / 28  |         |
| Eleitorado/Participação | Eleitorado/Participação | 1 102 | 77,59 / 100,00  | 2,52 |             |       |          |         |

### Lajes do Pico

#### Câmara Municipal
| Partido                 | Partido                        | Votos | %               | +/-  | Vereadores | +/-     |
| ----------------------- | ------------------------------ | ----- | --------------- | ---- | ---------- | ------- |
|                         | Partido Socialista             | 1 765 | 56,17 / 100,00  | 5,11 | 3 / 5      | Estável |
|                         | PSD-CDS-PPM                    | 1 183 | 37,65 / 100,00  | -    | 2 / 5      | -       |
|                         | Coligação Democrática Unitária | 95    | 3,02 / 100,00   | 1,79 | 0 / 5      | Estável |
| Votos Inválidos         | Votos Inválidos                | 99    | 3,15 / 100,00   | 0,53 |            |         |
| Total                   | Total                          | 3 142 | 100,00 / 100,00 |      | 5 / 5      |         |
| Eleitorado/Participação | Eleitorado/Participação        | 4 469 | 70,31 / 100,00  | 0,11 |            |         |

#### Assembleia Municipal
| Partido                 | Partido                        | Votos | %               | +/-  | Deputados | +/-     |
| ----------------------- | ------------------------------ | ----- | --------------- | ---- | --------- | ------- |
|                         | Partido Socialista             | 1 566 | 49,84 / 100,00  | 1,78 | 8 / 15    | Estável |
|                         | PSD-CDS-PPM                    | 1 311 | 41,73 / 100,00  | -    | 7 / 15    | -       |
|                         | Coligação Democrática Unitária | 135   | 4,30 / 100,00   | 2,06 | 0 / 15    | Estável |
| Votos Inválidos         | Votos Inválidos                | 130   | 4,13 / 100,00   | 1,67 |           |         |
| Total                   | Total                          | 3 142 | 100,00 / 100,00 |      | 15 / 15   |         |
| Eleitorado/Participação | Eleitorado/Participação        | 4 469 | 70,31 / 100,00  | 0,11 |           |         |

#### Juntas de Freguesia
| Partido                 | Partido                 | Votos | %               | +/-     | Presidentes | +/- | Mandatos | +/- |
| ----------------------- | ----------------------- | ----- | --------------- | ------- | ----------- | --- | -------- | --- |
|                         | Partido Socialista      | 1 545 | 49,17 / 100,00  | 3,90    | 4 / 6       | 2   | 23 / 44  | 2   |
|                         | PSD-CDS-PPM             | 1 490 | 47,42 / 100,00  | -       | 2 / 6       | -   | 21 / 44  | -   |
| Votos Inválidos         | Votos Inválidos         | 107   | 3,41 / 100,00   | Estável |             |     |          |     |
| Total                   | Total                   | 3 142 | 100,00 / 100,00 |         | 6 / 6       |     | 44 / 44  |     |
| Eleitorado/Participação | Eleitorado/Participação | 4 469 | 70,31 / 100,00  | 0,11    |             |     |          |     |

### Madalena

#### Câmara Municipal
| Partido                 | Partido                  | Votos | %               | +/-  | Vereadores | +/-     |
| ----------------------- | ------------------------ | ----- | --------------- | ---- | ---------- | ------- |
|                         | Partido Social Democrata | 2 254 | 58,08 / 100,00  | 0,36 | 3 / 5      | Estável |
|                         | Partido Socialista       | 1 428 | 36,79 / 100,00  | 0,55 | 2 / 5      | Estável |
|                         | Bloco de Esquerda        | 73    | 1,88 / 100,00   | -    | 0 / 5      | -       |
| Votos Inválidos         | Votos Inválidos          | 126   | 3,25 / 100,00   | 0,02 |            |         |
| Total                   | Total                    | 3 881 | 100,00 / 100,00 |      | 5 / 5      |         |
| Eleitorado/Participação | Eleitorado/Participação  | 5 962 | 65,10 / 100,00  | 0,66 |            |         |

#### Assembleia Municipal
| Partido                 | Partido                        | Votos | %               | +/-  | Deputados | +/-     |
| ----------------------- | ------------------------------ | ----- | --------------- | ---- | --------- | ------- |
|                         | Partido Social Democrata       | 1 993 | 51,35 / 100,00  | 0,06 | 8 / 15    | Estável |
|                         | Partido Socialista             | 1 613 | 41,56 / 100,00  | 0,61 | 7 / 15    | Estável |
|                         | Coligação Democrática Unitária | 125   | 3,22 / 100,00   | 0,02 | 0 / 15    | Estável |
| Votos Inválidos         | Votos Inválidos                | 250   | 3,87 / 100,00   | 0,57 |           |         |
| Total                   | Total                          | 3 881 | 100,00 / 100,00 |      | 15 / 15   |         |
| Eleitorado/Participação | Eleitorado/Participação        | 5 962 | 65,10 / 100,00  | 0,66 |           |         |

#### Juntas de Freguesia
| Partido                 | Partido                        | Votos | %               | +/-  | Presidentes | +/-     | Mandatos | +/-     |
| ----------------------- | ------------------------------ | ----- | --------------- | ---- | ----------- | ------- | -------- | ------- |
|                         | Partido Social Democrata       | 2 031 | 52,33 / 100,00  | 1,81 | 3 / 6       | 1       | 23 / 44  | 1       |
|                         | Partido Socialista             | 1 681 | 43,31 / 100,00  | 0,77 | 3 / 6       | 1       | 21 / 44  | 1       |
|                         | Coligação Democrática Unitária | 40    | 1,03 / 100,00   | 0,67 | 0 / 6       | Estável | 0 / 44   | Estável |
| Votos Inválidos         | Votos Inválidos                | 129   | 3,32 / 100,00   | 0,37 |             |         |          |         |
| Total                   | Total                          | 3 881 | 100,00 / 100,00 |      | 6 / 6       |         | 44 / 44  |         |
| Eleitorado/Participação | Eleitorado/Participação        | 5 962 | 65,10 / 100,00  | 0,66 |             |         |          |         |

### Nordeste

#### Câmara Municipal
| Partido                 | Partido                        | Votos | %               | +/-   | Vereadores | +/-     |
| ----------------------- | ------------------------------ | ----- | --------------- | ----- | ---------- | ------- |
|                         | Partido Social Democrata       | 2 115 | 69,96 / 100,00  | 10,38 | 4 / 5      | 1       |
|                         | Partido Socialista             | 646   | 21,37 / 100,00  | 15,94 | 1 / 5      | 1       |
|                         | Coligação Democrática Unitária | 97    | 3,21 / 100,00   | 1,96  | 0 / 5      | Estável |
|                         | CHEGA                          | 31    | 1,03 / 100,00   | Novo  | 0 / 5      | Novo    |
| Votos Inválidos         | Votos Inválidos                | 134   | 4,43 / 100,00   | 2,57  |            |         |
| Total                   | Total                          | 3 023 | 100,00 / 100,00 |       | 5 / 5      |         |
| Eleitorado/Participação | Eleitorado/Participação        | 4 753 | 63,60 / 100,00  | 6,94  |            |         |

#### Assembleia Municipal
| Partido                 | Partido                        | Votos | %               | +/-   | Deputados | +/-  |
| ----------------------- | ------------------------------ | ----- | --------------- | ----- | --------- | ---- |
|                         | Partido Social Democrata       | 1 992 | 65,89 / 100,00  | 7,91  | 11 / 15   | 2    |
|                         | Partido Socialista             | 728   | 24,08 / 100,00  | 15,32 | 4 / 15    | 2    |
|                         | Coligação Democrática Unitária | 103   | 3,41 / 100,00   | -     | 0 / 15    | -    |
|                         | CHEGA                          | 57    | 1,89 / 100,00   | Novo  | 0 / 15    | Novo |
| Votos Inválidos         | Votos Inválidos                | 143   | 4,73 / 100,00   | 2,11  |           |      |
| Total                   | Total                          | 3 023 | 100,00 / 100,00 |       | 15 / 15   |      |
| Eleitorado/Participação | Eleitorado/Participação        | 4 753 | 63,60 / 100,00  | 6,94  |           |      |

#### Juntas de Freguesia
| Partido                 | Partido                  | Votos | %               | +/-   | Presidentes | +/- | Mandatos | +/- |
| ----------------------- | ------------------------ | ----- | --------------- | ----- | ----------- | --- | -------- | --- |
|                         | Partido Social Democrata | 2 061 | 68,18 / 100,00  | 10,63 | 9 / 9       | 2   | 52 / 65  | 14  |
|                         | Partido Socialista       | 580   | 19,19 / 100,00  | 20,42 | 0 / 9       | 2   | 13 / 65  | 14  |
| Votos Inválidos         | Votos Inválidos          | 382   | 12,64 / 100,00  | 9,80  |             |     |          |     |
| Total                   | Total                    | 3 023 | 100,00 / 100,00 |       | 9 / 9       |     | 65 / 65  |     |
| Eleitorado/Participação | Eleitorado/Participação  | 4 753 | 63,60 / 100,00  | 6,94  |             |     |          |     |

### Ponta Delgada

#### Câmara Municipal
| Partido                 | Partido                        | Votos  | %               | +/-  | Vereadores | +/-     |
| ----------------------- | ------------------------------ | ------ | --------------- | ---- | ---------- | ------- |
|                         | Partido Social Democrata       | 14 059 | 48,76 / 100,00  | 2,52 | 5 / 9      | Estável |
|                         | Partido Socialista             | 10 763 | 37,33 / 100,00  | 1,78 | 4 / 9      | Estável |
|                         | Bloco de Esquerda              | 789    | 2,74 / 100,00   | 0,68 | 0 / 9      | Estável |
|                         | Iniciativa Liberal             | 782    | 2,71 / 100,00   | Novo | 0 / 9      | Novo    |
|                         | Pessoas–Animais–Natureza       | 586    | 2,03 / 100,00   | 0,23 | 0 / 9      | Estável |
|                         | CHEGA                          | 554    | 1,92 / 100,00   | Novo | 0 / 9      | Novo    |
|                         | Coligação Democrática Unitária | 344    | 1,19 / 100,00   | 0,14 | 0 / 9      | Estável |
| Votos Inválidos         | Votos Inválidos                | 957    | 3,32 / 100,00   | 0,49 |            |         |
| Total                   | Total                          | 28 834 | 100,00 / 100,00 |      | 9 / 9      |         |
| Eleitorado/Participação | Eleitorado/Participação        | 65 200 | 44,22 / 100,00  | 1,50 |            |         |

#### Assembleia Municipal
| Partido                 | Partido                        | Votos  | %               | +/-  | Deputados | +/-     |
| ----------------------- | ------------------------------ | ------ | --------------- | ---- | --------- | ------- |
|                         | Partido Social Democrata       | 13 283 | 46,08 / 100,00  | 0,14 | 14 / 27   | Estável |
|                         | Partido Socialista             | 10 727 | 37,21 / 100,00  | 4,24 | 11 / 27   | 1       |
|                         | Iniciativa Liberal             | 953    | 3,51 / 100,00   | Novo | 1 / 27    | Novo    |
|                         | Bloco de Esquerda              | 939    | 3,26 / 100,00   | 0,28 | 1 / 27    | Estável |
|                         | Pessoas–Animais–Natureza       | 736    | 2,55 / 100,00   | 0,23 | 0 / 27    | Estável |
|                         | CHEGA                          | 719    | 2,49 / 100,00   | Novo | 0 / 27    | Novo    |
|                         | Coligação Democrática Unitária | 405    | 1,40 / 100,00   | 0,18 | 0 / 27    | Estável |
| Votos Inválidos         | Votos Inválidos                | 1 067  | 3,70 / 100,00   | 0,42 |           |         |
| Total                   | Total                          | 28 829 | 100,00 / 100,00 |      | 27 / 27   |         |
| Eleitorado/Participação | Eleitorado/Participação        | 65 200 | 44,22 / 100,00  | 1,49 |           |         |

#### Juntas de Freguesia
| Partido                 | Partido                        | Votos  | %               | +/-  | Presidentes | +/-     | Mandatos  | +/-     |
| ----------------------- | ------------------------------ | ------ | --------------- | ---- | ----------- | ------- | --------- | ------- |
|                         | Partido Social Democrata       | 13 718 | 47,57 / 100,00  | 6,15 | 11 / 24     | 2       | 104 / 216 | 9       |
|                         | Partido Socialista             | 11 782 | 40,86 / 100,00  | 7,60 | 11 / 24     | 3       | 95 / 216  | 17      |
|                         | Grupo de Cidadãos              | 1 148  | 3,98 / 100,00   | 0,93 | 2 / 24      | 1       | 16 / 216  | 7       |
|                         | Iniciativa Liberal             | 377    | 1,31 / 100,00   | Novo | 0 / 24      | Novo    | 1 / 216   | Novo    |
|                         | Bloco de Esquerda              | 288    | 1,00 / 100,00   | 0,06 | 0 / 24      | Estável | 0 / 216   | Estável |
|                         | Coligação Democrática Unitária | 194    | 0,67 / 100,00   | 0,79 | 0 / 24      | Estável | 0 / 216   | Estável |
| Votos Inválidos         | Votos Inválidos                | 1 328  | 4,61 / 100,00   | 0,54 |             |         |           |         |
| Total                   | Total                          | 28 835 | 100,00 / 100,00 |      | 24 / 24     |         | 216 / 216 |         |
| Eleitorado/Participação | Eleitorado/Participação        | 65 200 | 44,23 / 100,00  | 0,83 |             |         |           |         |

### Povoação

#### Câmara Municipal
| Partido                 | Partido                        | Votos | %               | +/-   | Vereadores | +/-     |
| ----------------------- | ------------------------------ | ----- | --------------- | ----- | ---------- | ------- |
|                         | Partido Socialista             | 2 576 | 65,30 / 100,00  | 11,61 | 4 / 5      | Estável |
|                         | Partido Social Democrata       | 1 247 | 31,61 / 100,00  | 15,63 | 1 / 5      | Estável |
|                         | Coligação Democrática Unitária | 26    | 0,66 / 100,00   | 1,71  | 0 / 5      | Estável |
|                         | CHEGA                          | 12    | 0,30 / 100,00   | Novo  | 0 / 5      | Novo    |
| Votos Inválidos         | Votos Inválidos                | 84    | 2,13 / 100,00   | 2,61  |            |         |
| Total                   | Total                          | 3 945 | 100,00 / 100,00 |       | 5 / 5      |         |
| Eleitorado/Participação | Eleitorado/Participação        | 6 353 | 62,10 / 100,00  | 3,43  |            |         |

#### Assembleia Municipal
| Partido                 | Partido                 | Votos | %               | +/-  | Deputados | +/- |
| ----------------------- | ----------------------- | ----- | --------------- | ---- | --------- | --- |
|                         | Partido Socialista      | 2 512 | 63,68 / 100,00  | 8,72 | 10 / 15   | 2   |
|                         | PSD-CDS                 | 1 318 | 33,41 / 100,00  | -    | 5 / 15    | -   |
| Votos Inválidos         | Votos Inválidos         | 115   | 2,91 / 100,00   | 2,54 |           |     |
| Total                   | Total                   | 3 945 | 100,00 / 100,00 |      | 15 / 15   |     |
| Eleitorado/Participação | Eleitorado/Participação | 6 353 | 62,10 / 100,00  | 3,45 |           |     |

#### Juntas de Freguesia
| Partido                 | Partido                  | Votos | %               | +/-  | Presidentes | +/-     | Mandatos | +/- |
| ----------------------- | ------------------------ | ----- | --------------- | ---- | ----------- | ------- | -------- | --- |
|                         | Partido Socialista       | 2 401 | 60,86 / 100,00  | 0,04 | 5 / 6       | Estável | 32 / 48  | 3   |
|                         | Partido Social Democrata | 1 423 | 36,07 / 100,00  | 7,29 | 1 / 6       | Estável | 16 / 48  | 4   |
| Votos Inválidos         | Votos Inválidos          | 121   | 3,07 / 100,00   | 3,67 |             |         |          |     |
| Total                   | Total                    | 3 945 | 100,00 / 100,00 |      | 6 / 6       |         | 48 / 48  |     |
| Eleitorado/Participação | Eleitorado/Participação  | 6 353 | 62,10 / 100,00  | 3,43 |             |         |          |     |

### Ribeira Grande

#### Câmara Municipal
| Partido                 | Partido                        | Votos  | %               | +/-  | Vereadores | +/-     |
| ----------------------- | ------------------------------ | ------ | --------------- | ---- | ---------- | ------- |
|                         | Partido Social Democrata       | 9 547  | 61,42 / 100,00  | 5,54 | 5 / 7      | Estável |
|                         | Partido Socialista             | 4 987  | 32,08 / 100,00  | 4,94 | 2 / 7      | Estável |
|                         | Bloco de Esquerda              | 287    | 1,85 / 100,00   | 0,40 | 0 / 7      | Estável |
|                         | CHEGA                          | 240    | 1,54 / 100,00   | Novo | 0 / 7      | Novo    |
|                         | Coligação Democrática Unitária | 124    | 0,80 / 100,00   | 0,08 | 0 / 7      | Estável |
| Votos Inválidos         | Votos Inválidos                | 359    | 2,31 / 100,00   | 0,46 |            |         |
| Total                   | Total                          | 15 544 | 100,00 / 100,00 |      | 7 / 7      |         |
| Eleitorado/Participação | Eleitorado/Participação        | 28 616 | 54,32 / 100,00  | 0,13 |            |         |

#### Assembleia Municipal
| Partido                 | Partido                        | Votos  | %               | +/-  | Deputados | +/-     |
| ----------------------- | ------------------------------ | ------ | --------------- | ---- | --------- | ------- |
|                         | Partido Social Democrata       | 8 926  | 57,42 / 100,00  | 3,00 | 13 / 21   | 1       |
|                         | Partido Socialista             | 5 188  | 33,38 / 100,00  | 2,04 | 8 / 21    | 1       |
|                         | Bloco de Esquerda              | 443    | 2,85 / 100,00   | 0,82 | 0 / 21    | Estável |
|                         | CHEGA                          | 327    | 2,10 / 100,00   | Novo | 0 / 21    | Novo    |
|                         | Coligação Democrática Unitária | 195    | 1,25 / 100,00   | 0,20 | 0 / 21    | Estável |
| Votos Inválidos         | Votos Inválidos                | 465    | 2,99 / 100,00   | 0,12 |           |         |
| Total                   | Total                          | 15 544 | 100,00 / 100,00 |      | 21 / 21   |         |
| Eleitorado/Participação | Eleitorado/Participação        | 28 616 | 54,32 / 100,00  | 0,13 |           |         |

#### Juntas de Freguesia
| Partido                 | Partido                        | Votos  | %               | +/-  | Presidentes | +/-     | Mandatos  | +/-     |
| ----------------------- | ------------------------------ | ------ | --------------- | ---- | ----------- | ------- | --------- | ------- |
|                         | Partido Social Democrata       | 9 097  | 58,53 / 100,00  | 2,78 | 11 / 14     | 3       | 72 / 122  | 5       |
|                         | Partido Socialista             | 5 681  | 36,55 / 100,00  | 1,67 | 3 / 14      | 3       | 50 / 122  | 5       |
|                         | Bloco de Esquerda              | 193    | 1,24 / 100,00   | 0,42 | 0 / 14      | Estável | 0 / 122   | Estável |
|                         | Coligação Democrática Unitária | 64     | 0,41 / 100,00   | 0,48 | 0 / 14      | Estável | 0 / 122   | Estável |
| Votos Inválidos         | Votos Inválidos                | 507    | 3,27 / 100,00   | 0,21 |             |         |           |         |
| Total                   | Total                          | 15 542 | 100,00 / 100,00 |      | 14 / 14     |         | 122 / 122 |         |
| Eleitorado/Participação | Eleitorado/Participação        | 28 616 | 54,31 / 100,00  | 0,14 |             |         |           |         |

### Santa Cruz da Graciosa

#### Câmara Municipal
| Partido                 | Partido                 | Votos | %               | +/-   | Vereadores | +/- |
| ----------------------- | ----------------------- | ----- | --------------- | ----- | ---------- | --- |
|                         | PSD-CDS-PPM             | 1 594 | 57,21 / 100,00  | -     | 3 / 5      | -   |
|                         | Partido Socialista      | 1 077 | 38,66 / 100,00  | 10,63 | 2 / 5      | 1   |
| Votos Inválidos         | Votos Inválidos         | 115   | 4,13 / 100,00   | 0,26  |            |     |
| Total                   | Total                   | 2 786 | 100,00 / 100,00 |       | 5 / 5      |     |
| Eleitorado/Participação | Eleitorado/Participação | 3 922 | 71,04 / 100,00  | 6,97  |            |     |

#### Assembleia Municipal
| Partido                 | Partido                 | Votos | %               | +/-  | Deputados | +/- |
| ----------------------- | ----------------------- | ----- | --------------- | ---- | --------- | --- |
|                         | PSD-CDS-PPM             | 1 393 | 50,00 / 100,00  | -    | 8 / 15    | -   |
|                         | Partido Socialista      | 1 256 | 45,08 / 100,00  | 8,01 | 7 / 15    | 1   |
| Votos Inválidos         | Votos Inválidos         | 137   | 4,91 / 100,00   | 0,15 |           |     |
| Total                   | Total                   | 2 786 | 100,00 / 100,00 |      | 15 / 15   |     |
| Eleitorado/Participação | Eleitorado/Participação | 3 922 | 71,04 / 100,00  | 6,97 |           |     |

#### Juntas de Freguesia
| Partido                 | Partido                 | Votos | %               | +/-  | Presidentes | +/-     | Mandatos | +/- |
| ----------------------- | ----------------------- | ----- | --------------- | ---- | ----------- | ------- | -------- | --- |
|                         | PSD-CDS-PPM             | 1 386 | 49,75 / 100,00  | -    | 1 / 4       | -       | 15 / 30  | -   |
|                         | Partido Socialista      | 1 257 | 45,12 / 100,00  | 7,64 | 3 / 4       | Estável | 15 / 30  | 2   |
| Votos Inválidos         | Votos Inválidos         | 143   | 5,13 / 100,00   | 1,33 |             |         |          |     |
| Total                   | Total                   | 2 786 | 100,00 / 100,00 |      | 4 / 4       |         | 30 / 30  | 2   |
| Eleitorado/Participação | Eleitorado/Participação | 3 922 | 71,04 / 100,00  | 6,97 |             |         |          |     |

### Santa Cruz das Flores

#### Câmara Municipal
| Partido                 | Partido                 | Votos | %               | +/-  | Vereadores | +/-     |
| ----------------------- | ----------------------- | ----- | --------------- | ---- | ---------- | ------- |
|                         | Partido Socialista      | 800   | 61,82 / 100,00  | 2,35 | 3 / 5      | Estável |
|                         | PSD-CDS-PPM             | 453   | 35,01 / 100,00  | -    | 2 / 5      | -       |
| Votos Inválidos         | Votos Inválidos         | 41    | 3,17 / 100,00   | 0,30 |            |         |
| Total                   | Total                   | 1 294 | 100,00 / 100,00 |      | 5 / 5      |         |
| Eleitorado/Participação | Eleitorado/Participação | 1 831 | 70,67 / 100,00  | 0,64 |            |         |

#### Assembleia Municipal
| Partido                 | Partido                        | Votos | %               | +/-     | Deputados | +/-     |
| ----------------------- | ------------------------------ | ----- | --------------- | ------- | --------- | ------- |
|                         | Partido Socialista             | 632   | 48,84 / 100,00  | 2,40    | 8 / 15    | Estável |
|                         | PSD-CDS-PPM                    | 520   | 40,19 / 100,00  | -       | 6 / 15    | -       |
|                         | Coligação Democrática Unitária | 93    | 7,19 / 100,00   | 19,93   | 1 / 15    | 3       |
| Votos Inválidos         | Votos Inválidos                | 49    | 3,79 / 100,00   | Estável |           |         |
| Total                   | Total                          | 1 294 | 100,00 / 100,00 |         | 15 / 15   |         |
| Eleitorado/Participação | Eleitorado/Participação        | 1 831 | 70,67 / 100,00  | 0,64    |           |         |

#### Juntas de Freguesia
| Partido                 | Partido                 | Votos | %               | +/-   | Presidentes | +/-     | Mandatos | +/- |
| ----------------------- | ----------------------- | ----- | --------------- | ----- | ----------- | ------- | -------- | --- |
|                         | Partido Socialista      | 662   | 57,12 / 100,00  | 11,71 | 2 / 2       | Estável | 10 / 16  | 2   |
|                         | PSD-CDS-PPM             | 460   | 39,69 / 100,00  | -     | 0 / 2       | -       | 6 / 16   | -   |
| Votos Inválidos         | Votos Inválidos         | 37    | 3,20 / 100,00   | 0,12  |             |         |          |     |
| Total                   | Total                   | 1 159 | 100,00 / 100,00 |       | 2 / 2       |         | 16 / 16  |     |
| Eleitorado/Participação | Eleitorado/Participação | 1 652 | 70,16 / 100,00  | 0,45  |             |         |          |     |

### São Roque do Pico

#### Câmara Municipal
| Partido                 | Partido                  | Votos | %               | +/-   | Vereadores | +/- |
| ----------------------- | ------------------------ | ----- | --------------- | ----- | ---------- | --- |
|                         | Partido Social Democrata | 1 381 | 60,89 / 100,00  | 22,50 | 3 / 5      | 1   |
|                         | Partido Socialista       | 811   | 35,76 / 100,00  | 22,72 | 2 / 5      | 1   |
| Votos Inválidos         | Votos Inválidos          | 76    | 3,35 / 100,00   | 0,22  |            |     |
| Total                   | Total                    | 2 268 | 100,00 / 100,00 |       | 5 / 5      |     |
| Eleitorado/Participação | Eleitorado/Participação  | 3 235 | 70,11 / 100,00  | 0,94  |            |     |

#### Assembleia Municipal
| Partido                 | Partido                  | Votos | %               | +/-   | Deputados | +/- |
| ----------------------- | ------------------------ | ----- | --------------- | ----- | --------- | --- |
|                         | Partido Social Democrata | 1 253 | 55,25 / 100,00  | 18,96 | 9 / 15    | 3   |
|                         | Partido Socialista       | 927   | 40,87 / 100,00  | 14,39 | 6 / 15    | 3   |
| Votos Inválidos         | Votos Inválidos          | 88    | 3,88 / 100,00   | 0,43  |           |     |
| Total                   | Total                    | 2 268 | 100,00 / 100,00 |       | 15 / 15   |     |
| Eleitorado/Participação | Eleitorado/Participação  | 3 235 | 70,11 / 100,00  | 0,94  |           |     |

#### Juntas de Freguesia
| Partido                 | Partido                  | Votos | %               | +/-   | Presidentes | +/- | Mandatos | +/- |
| ----------------------- | ------------------------ | ----- | --------------- | ----- | ----------- | --- | -------- | --- |
|                         | Partido Social Democrata | 1 210 | 53,35 / 100,00  | 12,86 | 4 / 5       | 3   | 20 / 37  | 6   |
|                         | Partido Socialista       | 981   | 43,25 / 100,00  | 11,16 | 1 / 5       | 3   | 17 / 37  | 6   |
|                         | Grupo de Cidadãos        | 5     | 0,22 / 100,00   | -     | 0 / 5       | -   | 0 / 37   | -   |
| Votos Inválidos         | Votos Inválidos          | 72    | 3,17 / 100,00   | 0,39  |             |     |          |     |
| Total                   | Total                    | 2 268 | 100,00 / 100,00 |       | 5 / 5       |     | 37 / 37  |     |
| Eleitorado/Participação | Eleitorado/Participação  | 3 235 | 70,11 / 100,00  | 0,94  |             |     |          |     |

### Velas

#### Câmara Municipal
| Partido                 | Partido                 | Votos | %               | +/-   | Vereadores | +/- |
| ----------------------- | ----------------------- | ----- | --------------- | ----- | ---------- | --- |
|                         | CDS – Partido Popular   | 2 077 | 66,34 / 100,00  | 12,72 | 4 / 5      | 1   |
|                         | Partido Socialista      | 853   | 27,24 / 100,00  | 3,82  | 1 / 5      | 1   |
| Votos Inválidos         | Votos Inválidos         | 201   | 6,42 / 100,00   | 4,01  |            |     |
| Total                   | Total                   | 3 131 | 100,00 / 100,00 |       | 5 / 5      |     |
| Eleitorado/Participação | Eleitorado/Participação | 4 969 | 63,01 / 100,00  | 2,91  |            |     |

#### Assembleia Municipal
| Partido                 | Partido                        | Votos | %               | +/-   | Deputados | +/-     |
| ----------------------- | ------------------------------ | ----- | --------------- | ----- | --------- | ------- |
|                         | CDS – Partido Popular          | 1 466 | 46,82 / 100,00  | 11,02 | 8 / 15    | 2       |
|                         | Partido Socialista             | 786   | 25,10 / 100,00  | 16,43 | 4 / 15    | 2       |
|                         | Partido Social Democrata       | 482   | 15,39 / 100,00  | 1,91  | 2 / 15    | Estável |
|                         | Coligação Democrática Unitária | 258   | 8,24 / 100,00   | 2,21  | 1 / 15    | Estável |
| Votos Inválidos         | Votos Inválidos                | 139   | 4,44 / 100,00   | 1,27  |           |         |
| Total                   | Total                          | 3 131 | 100,00 / 100,00 |       | 15 / 15   |         |
| Eleitorado/Participação | Eleitorado/Participação        | 4 969 | 63,01 / 100,00  | 2,91  |           |         |

#### Juntas de Freguesia
| Partido                 | Partido                        | Votos | %               | +/-   | Presidentes | +/-     | Mandatos | +/-     |
| ----------------------- | ------------------------------ | ----- | --------------- | ----- | ----------- | ------- | -------- | ------- |
|                         | CDS – Partido Popular          | 1 563 | 49,92 / 100,00  | 12,89 | 4 / 6       | Estável | 29 / 44  | 10      |
|                         | Partido Socialista             | 919   | 29,35 / 100,00  | 18,63 | 1 / 6       | Estável | 9 / 44   | 11      |
|                         | Partido Social Democrata       | 263   | 8,40 / 100,00   | 2,28  | 1 / 6       | Estável | 5 / 44   | Estável |
|                         | Coligação Democrática Unitária | 49    | 1,56 / 100,00   | 0,01  | 0 / 6       | Estável | 1 / 44   | 1       |
| Votos Inválidos         | Votos Inválidos                | 337   | 10,76 / 100,00  | 8,01  |             |         |          |         |
| Total                   | Total                          | 3 131 | 100,00 / 100,00 |       | 6 / 6       |         | 44 / 44  |         |
| Eleitorado/Participação | Eleitorado/Participação        | 4 969 | 63,01 / 100,00  | 2,91  |             |         |          |         |

### Vila da Praia da Vitória

#### Câmara Municipal
| Partido                 | Partido                        | Votos  | %               | +/-   | Vereadores | +/-     |
| ----------------------- | ------------------------------ | ------ | --------------- | ----- | ---------- | ------- |
|                         | PSD-CDS                        | 4 668  | 43,91 / 100,00  | -     | 4 / 7      | -       |
|                         | Partido Socialista             | 4 304  | 40,49 / 100,00  | 15,16 | 3 / 7      | 2       |
|                         | Esta é a Nossa Praia           | 1 000  | 9,41 / 100,00   | Novo  | 0 / 7      | Novo    |
|                         | CHEGA                          | 141    | 1,33 / 100,00   | Novo  | 0 / 7      | Novo    |
|                         | Bloco de Esquerda              | 88     | 0,83 / 100,00   | 0,56  | 0 / 7      | Estável |
|                         | Coligação Democrática Unitária | 72     | 0,68 / 100,00   | 0,20  | 0 / 7      | Estável |
| Votos Inválidos         | Votos Inválidos                | 358    | 3,36 / 100,00   | 0,01  |            |         |
| Total                   | Total                          | 10 631 | 100,00 / 100,00 |       | 7 / 7      |         |
| Eleitorado/Participação | Eleitorado/Participação        | 19 367 | 54,89 / 100,00  | 5,32  |            |         |

#### Assembleia Municipal
| Partido                 | Partido                        | Votos  | %               | +/-   | Deputados | +/-     |
| ----------------------- | ------------------------------ | ------ | --------------- | ----- | --------- | ------- |
|                         | PSD-CDS                        | 4 698  | 44,18 / 100,00  | -     | 10 / 21   | -       |
|                         | Partido Socialista             | 4 230  | 39,78 / 100,00  | 12,68 | 9 / 21    | 3       |
|                         | Esta é a Nossa Praia           | 870    | 8,18 / 100,00   | Novo  | 2 / 21    | Novo    |
|                         | CHEGA                          | 217    | 2,04 / 100,00   | Novo  | 0 / 21    | Novo    |
|                         | Bloco de Esquerda              | 148    | 1,39 / 100,00   | 0,49  | 0 / 21    | Estável |
|                         | Coligação Democrática Unitária | 69     | 0,65 / 100,00   | 0,61  | 0 / 21    | Estável |
| Votos Inválidos         | Votos Inválidos                | 402    | 3,78 / 100,00   | 0,37  |           |         |
| Total                   | Total                          | 10 634 | 100,00 / 100,00 |       | 21 / 21   |         |
| Eleitorado/Participação | Eleitorado/Participação        | 19 367 | 54,91 / 100,00  | 5,34  |           |         |

#### Juntas de Freguesia
| Partido                 | Partido                        | Votos  | %               | +/-   | Presidentes | +/-     | Mandatos | +/-     |
| ----------------------- | ------------------------------ | ------ | --------------- | ----- | ----------- | ------- | -------- | ------- |
|                         | PSD-CDS                        | 5 019  | 47,16 / 100,00  | -     | 5 / 11      |         | 46 / 97  | -       |
|                         | Partido Socialista             | 4 685  | 44,02 / 100,00  | 5,93  | 5 / 11      | 2       | 46 / 97  | 12      |
|                         | Partido Social Democrata       | 503    | 4,73 / 100,00   | 38,17 | 1 / 11      | 3       | 5 / 97   | 35      |
|                         | Coligação Democrática Unitária | 85     | 0,80 / 100,00   | 0,35  | 0 / 11      | Estável | 0 / 97   | Estável |
| Votos Inválidos         | Votos Inválidos                | 351    | 3,30 / 100,00   | 0,04  |             |         |          |         |
| Total                   | Total                          | 10 643 | 100,00 / 100,00 |       | 11 / 11     |         | 97 / 97  | 2       |
| Eleitorado/Participação | Eleitorado/Participação        | 19 367 | 54,95 / 100,00  | 5,38  |             |         |          |         |

### Vila do Porto

#### Câmara Municipal
| Partido                 | Partido                        | Votos | %               | +/-   | Vereadores | +/-     |
| ----------------------- | ------------------------------ | ----- | --------------- | ----- | ---------- | ------- |
|                         | Partido Socialista             | 1 728 | 57,20 / 100,00  | 33,73 | 3 / 5      | 2       |
|                         | Partido Social Democrata       | 1 045 | 34,59 / 100,00  | 33,84 | 2 / 5      | 2       |
|                         | Bloco de Esquerda              | 125   | 4,14 / 100,00   | 1,62  | 0 / 5      | Estável |
|                         | Coligação Democrática Unitária | 32    | 1,06 / 100,00   | -     | 0 / 5      | -       |
| Votos Inválidos         | Votos Inválidos                | 91    | 3,01 / 100,00   | 0,68  |            |         |
| Total                   | Total                          | 3 021 | 100,00 / 100,00 |       | 5 / 5      |         |
| Eleitorado/Participação | Eleitorado/Participação        | 5 397 | 55,98 / 100,00  | 4,81  |            |         |

#### Assembleia Municipal
| Partido                 | Partido                        | Votos | %               | +/-   | Deputados | +/-     |
| ----------------------- | ------------------------------ | ----- | --------------- | ----- | --------- | ------- |
|                         | Partido Socialista             | 1 505 | 49,82 / 100,00  | 20,83 | 8 / 15    | 3       |
|                         | Partido Social Democrata       | 1 201 | 39,76 / 100,00  | 17,82 | 7 / 15    | 2       |
|                         | Bloco de Esquerda              | 162   | 5,36 / 100,00   | 2,24  | 0 / 15    | 1       |
|                         | Coligação Democrática Unitária | 50    | 1,66 / 100,00   | 0,92  | 0 / 15    | Estável |
| Votos Inválidos         | Votos Inválidos                | 103   | 3,41 / 100,00   | 0,16  |           |         |
| Total                   | Total                          | 3 021 | 100,00 / 100,00 |       | 5 / 5     |         |
| Eleitorado/Participação | Eleitorado/Participação        | 5 397 | 55,98 / 100,00  | 4,81  |           |         |

#### Juntas de Freguesia
| Partido                 | Partido                  | Votos | %               | +/-   | Presidentes | +/-     | Mandatos | +/-     |
| ----------------------- | ------------------------ | ----- | --------------- | ----- | ----------- | ------- | -------- | ------- |
|                         | Partido Socialista       | 1 446 | 47,86 / 100,00  | 15,10 | 3 / 5       | 2       | 20 / 37  | 7       |
|                         | Partido Social Democrata | 1 421 | 47,04 / 100,00  | 14,87 | 2 / 5       | 2       | 17 / 37  | 7       |
|                         | Bloco de Esquerda        | 60    | 1,99 / 100,00   | 0,62  | 0 / 5       | Estável | 0 / 37   | Estável |
| Votos Inválidos         | Votos Inválidos          | 94    | 3,11 / 100,00   | 0,39  |             |         |          |         |
| Total                   | Total                    | 3 021 | 100,00 / 100,00 |       | 5 / 5       |         | 37 / 37  |         |
| Eleitorado/Participação | Eleitorado/Participação  | 5 397 | 55,98 / 100,00  | 4,80  |             |         |          |         |

### Vila Franca do Campo

#### Câmara Municipal
| Partido                 | Partido                        | Votos  | %               | +/-  | Vereadores | +/-     |
| ----------------------- | ------------------------------ | ------ | --------------- | ---- | ---------- | ------- |
|                         | Partido Socialista             | 2 841  | 50,25 / 100,00  | 3,99 | 4 / 7      | Estável |
|                         | Partido Social Democrata       | 2 534  | 44,82 / 100,00  | 5,06 | 3 / 7      | Estável |
|                         | CHEGA                          | 66     | 1,17 / 100,00   | Novo | 0 / 7      | Novo    |
|                         | Coligação Democrática Unitária | 40     | 0,71 / 100,00   | 1,30 | 0 / 7      | Estável |
| Votos Inválidos         | Votos Inválidos                | 173    | 3,06 / 100,00   | 0,93 |            |         |
| Total                   | Total                          | 5 654  | 100,00 / 100,00 |      | 7 / 7      |         |
| Eleitorado/Participação | Eleitorado/Participação        | 10 457 | 54,07 / 100,00  | 1,47 |            |         |

#### Assembleia Municipal
| Partido                 | Partido                  | Votos  | %               | +/-  | Deputados | +/- |
| ----------------------- | ------------------------ | ------ | --------------- | ---- | --------- | --- |
|                         | Partido Social Democrata | 2 820  | 49,88 / 100,00  | 9,72 | 11 / 21   | 2   |
|                         | Partido Socialista       | 2 661  | 47,06 / 100,00  | 8,22 | 10 / 21   | 2   |
| Votos Inválidos         | Votos Inválidos          | 173    | 3,06 / 100,00   | 1,50 |           |     |
| Total                   | Total                    | 5 654  | 100,00 / 100,00 |      | 21 / 21   |     |
| Eleitorado/Participação | Eleitorado/Participação  | 10 457 | 54,07 / 100,00  | 1,57 |           |     |

#### Juntas de Freguesia
| Partido                 | Partido                  | Votos  | %               | +/-  | Presidentes | +/- | Mandatos | +/- |
| ----------------------- | ------------------------ | ------ | --------------- | ---- | ----------- | --- | -------- | --- |
|                         | Partido Social Democrata | 2 741  | 48,48 / 100,00  | 7,68 | 3 / 6       | 2   | 26 / 52  | 6   |
|                         | Partido Socialista       | 2 738  | 48,43 / 100,00  | 6,32 | 3 / 6       | 2   | 26 / 52  | 4   |
| Votos Inválidos         | Votos Inválidos          | 175    | 3,10 / 100,00   | 1,35 |             |     |          |     |
| Total                   | Total                    | 5 654  | 100,00 / 100,00 |      | 6 / 6       |     | 52 / 52  | 2   |
| Eleitorado/Participação | Eleitorado/Participação  | 10 457 | 54,07 / 100,00  | 1,56 |             |     |          |     |